# Kayapınar, Balya
Kayapınar là một xã thuộc huyện Balya, tỉnh Balıkesir, Thổ Nhĩ Kỳ. Dân số thời điểm năm 2010 là 143 người.